# Sozialdemokratische Partei des Iran
Die Sozialdemokratische Partei des Iran ist eine iranische Exilpartei mit Sitz in Köln. Aufgrund des Verbots politischer Aktivitäten oppositioneller Gruppen im Iran ist es ihr nicht möglich, sich innenpolitisch zu betätigen oder gar Regierungsverantwortung zu tragen.
Sie selbst beschreibt sich als eine säkulare Partei, die sich der sozialen Demokratie verpflichtet hat. In ihrer Satzung spricht sie sich unter anderem für die Überwindung des iranischen „Klerikalfaschismus“ sowie die Trennung von Religion und Politik aus, setzt sich für die Rechte von Frauen und LGBT-Personen ein und befürwortet erneuerbare Energien anstelle von Kernenergie und fossilen Brennstoffen.